# Хинголи (округ)
Хинголи (маратхи हिंगोली जिल्हा; англ. Hingoli) — округ в индийском штате Махараштра. Образован 1 мая 1999 года из части территории округа Парбхани. Административный центр — город Хинголи. Площадь округа — 4524 км². По данным всеиндийской переписи 2001 года население округа составляло 987 160 человек. Уровень грамотности взрослого населения составлял 66,3 %, что выше среднеиндийского уровня (59,5 %). Доля городского населения составляла 15,6 %.